# Szczelina przy Wielkiej Turni
Szczelina przy Wielkiej Turni – obiekt jaskiniowy w Dolinie Będkowskiej w województwie małopolskim, w powiecie krakowskim, w gminie Wielka Wieś. Jest to rejon Wyżyny Olkuskiej w obrębie Wyżyny Krakowsko-Częstochowskiej.

## Opis obiektu
Znajduje się w orograficznie lewych zboczach Doliny Będkowskiej, w skale po prawej stronie Wielkiej Turni (Wielkiej Skały). Wspinacze skalni opisują ją jako Średnik, taką też nazwę ma ona na skałoplanach umieszczonych na tablicy pod skałą. Pomiędzy tymi skałami jest wąski pas bardzo stromego zbocza podchodzącego pod Schronisko Małe w Wielkiej Skale. Wspinacze skalni podejście to ubezpieczyli poręczowaniem i ringami, a w bardzo stromym zboczu wykonali schodki. Szczelina przy Wielkiej Turni znajduje się w dolnej części tego zbocza, po jego prawej stronie.
Za progiem i wąskim otworem znajduje się nieco szersza i rozmyta szczelina ślepo kończąca się po około 3m. Jest sucha, w całości widna. Na jej spągu znajduje się wapienny gruz zmieszany z glebą, liśćmi i poprzerastany korzeniami. Nacieków brak. Na ścianach rozwijają się glony, mchy i paprocie zanokcica skalna i zanokcica murowa. Ze zwierząt obserwowano chrząszcze, muchówki, kosarze i pająka sieciarza jaskiniowego.
Szczelina po raz pierwszy opisana została przez J. Nowaka w 2012 r. On też sporządził jej plan.

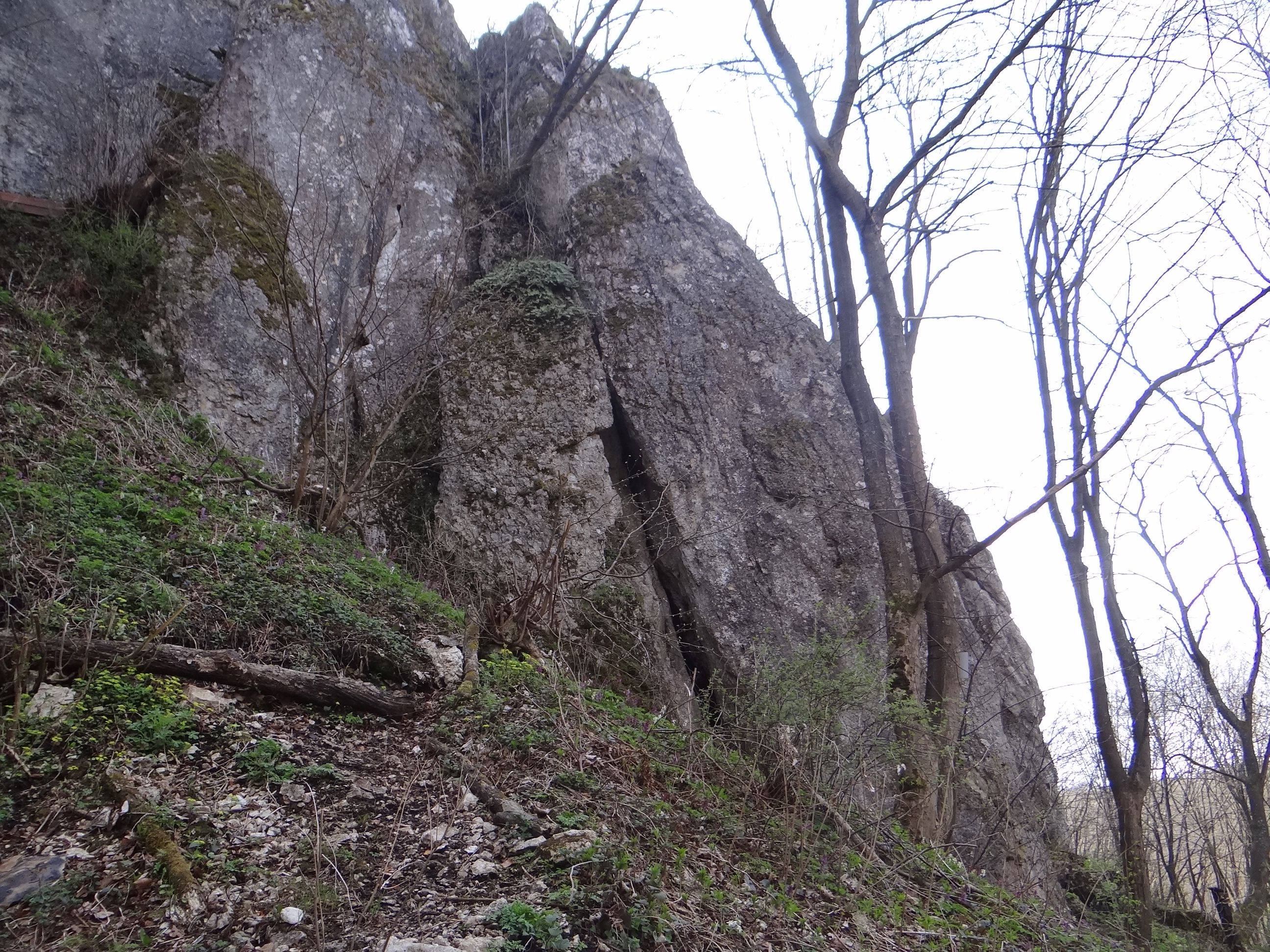
Skała Średnik z widoczną szczeliną
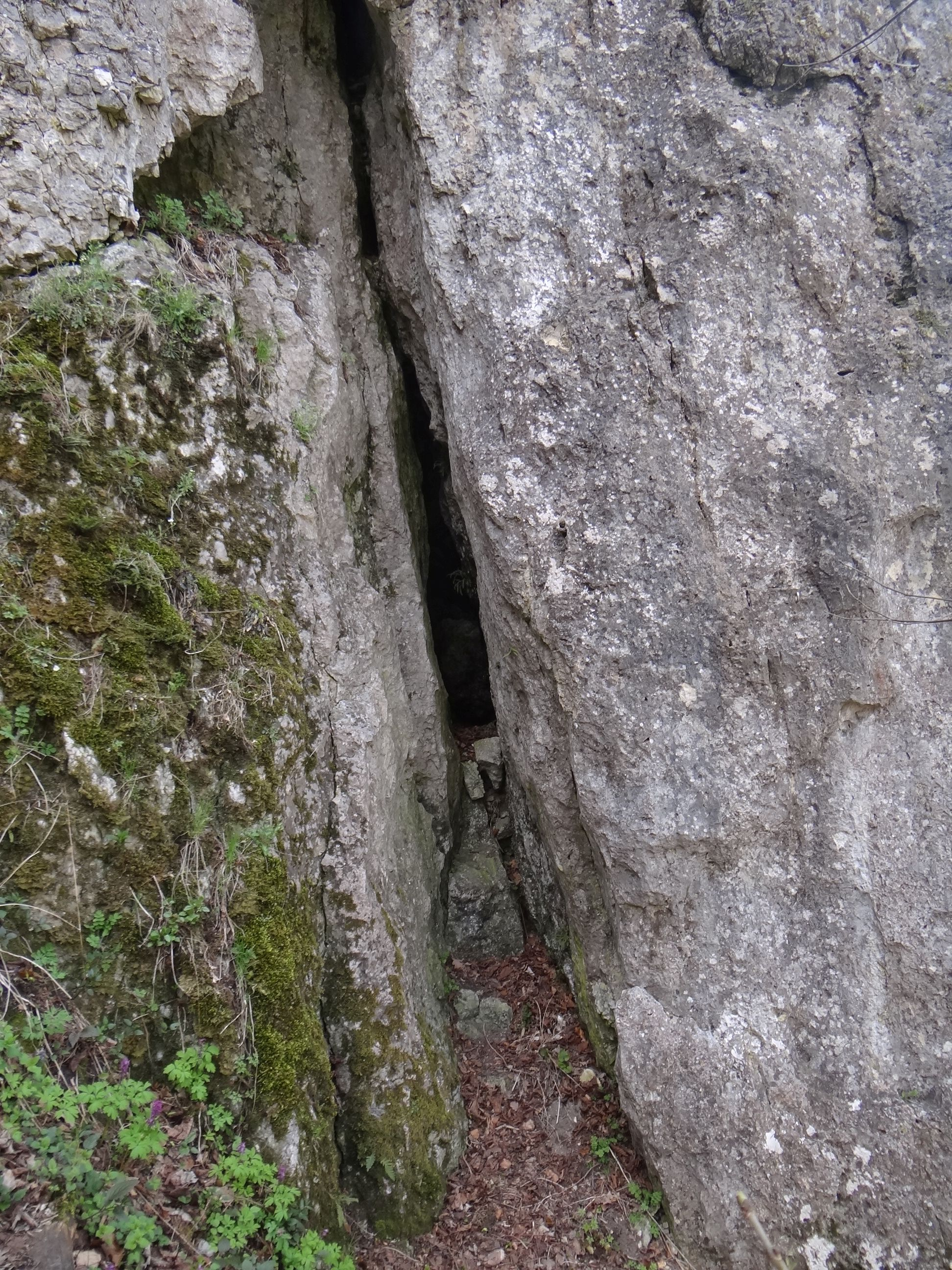
Otwór szczeliny